# Liste des préfets actuels des provinces turques
 (août 2023).
Cette page dresse la liste des préfets des 81 provinces turques. En turc, vali désigne le préfet et il, la province.
En français, on parle aussi de gouverneur,.

## Préfets
| Province       | Nom                    | Depuis (le) |
| -------------- | ---------------------- | ----------- |
| Adana          | Mahmut Demirtaş        | 2016        |
| Adıyaman       | Aykut Pekmez           | 2018        |
| Afyonkarahisar | Mustafa Tutulmaz       | 2017        |
| Ağrı           | Süleyman Elban         | 2017        |
| Aksaray        | Ali Mantı              | 2018        |
| Amasya         | Osman Varol            | 2017        |
| Ankara         | Vasip Şahin            | 2018        |
| Antalya        | Münir Karaloğlu        | 2016        |
| Ardahan        | Mustafa Masatlı        | 2018        |
| Artvin         | Yılmaz Doruk           | 2018        |
| Aydın          | Yavuz Selim Köşger     | 2017        |
| Balıkesir      | Ersin Yazıcı           | 2016        |
| Bartın         | Sinan Güner            | 2018        |
| Batman         | Hulusi Şahin           | 2018        |
| Bayburt        | Ali Hamza Pehlivan     | 2017        |
| Bilecik        | Bilal Şentürk          | 2018        |
| Bingöl         | Kadir Ekinci           | 2018        |
| Bitlis         | Oktay Çağatay          | 2018        |
| Bolu           | Ahmet Ümit             | 2018        |
| Burdur         | Hasan Şıldak           | 2018        |
| Bursa          | Yakup Canbolat         | 2018        |
| Çanakkale      | Orhan Tavlı            | 2016        |
| Çankırı        | Hamdi Bilge Aktaş      | 2017        |
| Çorum          | Mustafa Çiftçi         | 2018        |
| Denizli        | Hasan Karahan          | 2017        |
| Diyarbakır     | Hasan Basri Güzeloğlu  | 2017        |
| Düzce          | Zülkif Dağlı           | 2016        |
| Edirne         | Ekrem Canalp           | 2018        |
| Eskişehir      | Özdemir Çakacak        | 2017        |
| Elâzığ         | Çetin Oktay Kaldırım   | 2017        |
| Erzincan       | Ali Arslantaş          | 2016        |
| Erzurum        | Okay Memiş             | 2018        |
| Gaziantep      | Davut Gül              | 2018        |
| Giresun        | Harun Sarıfakıoğulları | 2017        |
| Gümüşhane      | Kamuran Taşbilek       | 2018        |
| Hakkari        | İdris Akbıyık          | 2018        |
| Hatay          | Rahmi Doğan            | 2018        |
| Iğdır          | Enver Ünlü             | 2017        |
| Isparta        | Ömer Seymenoğlu        | 2018        |
| İstanbul       | Davut Gül              | 2023        |
| İzmir          | Erol Ayyıldız          | 2016        |
| Kahramanmaraş  | Vahdettin Özkan        | 2016        |
| Karabük        | Fuat Gürel             | 2018        |
| Karaman        | Fahri Meral            | 2017        |
| Kars           | Türker Öksüz           | 2018        |
| Kastamonu      | Yaşar Karadeniz        | 2017        |
| Kayseri        | Şehmus Günaydın        | 2018        |
| Kilis          | Recep Soytürk          | 2018        |
| Kırıkkale      | Yunus Sezer            | 2018        |
| Kırklareli     | Osman Bilgin           | 2018        |
| Kırşehir       | İbrahim Akın           | 2018        |
| Kocaeli        | Hüseyin Aksoy          | 2017        |
| Konya          | Cüneyit Orhan Toprak   | 2018        |
| Kütahya        | Ömer Toraman           | 2018        |
| Malatya        | Aydın Baruş            | 2018        |
| Manisa         | Ahmet Deniz            | 2018        |
| Mardin         | Mustafa Yaman          | 2016        |
| Mersin (İçel)  | Ali İhsan Su           | 2017        |
| Muğla          | Esengül Civelek,       | 2017        |
| Muş            | İlker Gündüzöz         | 2018        |
| Nevşehir       | İlhami Aktaş           | 2016        |
| Niğde          | Yılmaz Şimşek          | 2017        |
| Ordu           | Seddar Yavuz           | 2017        |
| Osmaniye       | Ömer Faruk Coşkun      | 2017        |
| Rize           | Kemal Çeber            | 2018        |
| Sakarya        | Ahmet Hamdi Nayir      | 2018        |
| Samsun         | Osman Kaymak           | 2017        |
| Şanlıurfa      | Abdullah Erin          | 2017        |
| Siirt          | Ali Fuat Atik          | 2017        |
| Şırnak         | Mehmet Aktaş           | 2017        |
| Sinop          | Köksal Şakalar         | 2018        |
| Sivas          | Salih Ayhan            | 2018        |
| Tekirdağ       | Aziz Yıldırım          | 2018        |
| Tokat          | Ozan Balcı             | 2018        |
| Trabzon        | İsmail Ustaoğlu        | 2018        |
| Tunceli        | Tuncay Sonel           | 2017        |
| Uşak           | Funda Kocabıyık,       | 2018        |
| Van            | Mehmet Emin Bilmez     | 2018        |
| Yalova         | Muammer Erol           | 2018        |
| Yozgat         | Kadir Çakır            | 2018        |
| Zonguldak      | Erdoğan Bektaş         | 2018        |